# Frango piri-piri

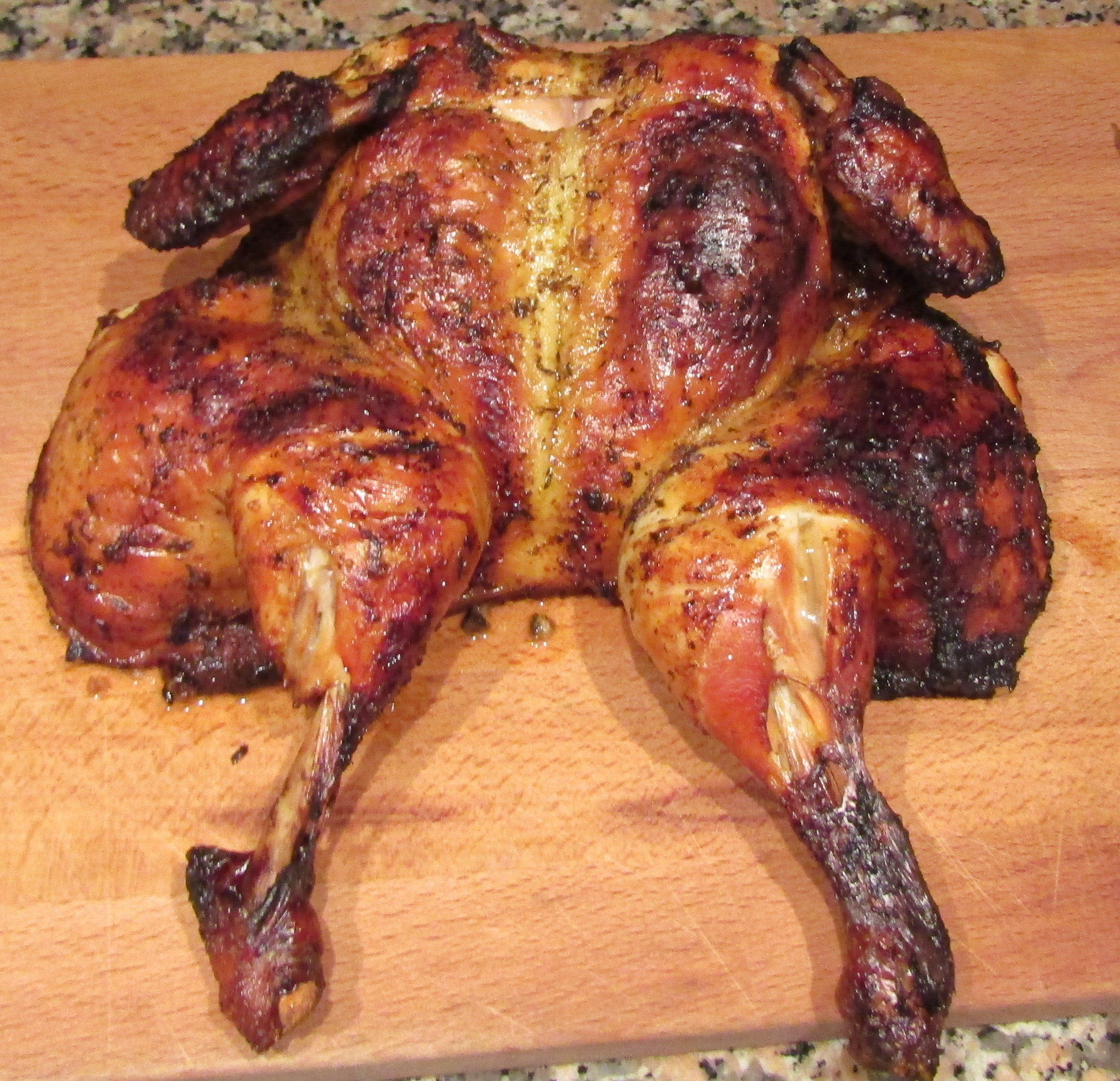
Frango piri-piri

Frango no churrasco à portuguesa, também conhecido como frango piri-piri (especialmente em países anglófonos) é um prato típico português que consiste em assar frango no churrasco, com molho piri-piri. Geralmente é servido com batata frita e salada, embora no norte de Portugal seja incluído o arroz em acompanhamento.
Na Era dos Descobrimentos, os portugueses foram, entre outros países, a Moçambique, de onde trouxeram o piri-piri. Tempos depois surgiu este prato que hoje é amplamente difundido em Portugal e conhecido em todo o mundo.
Em alguns locais do mundo, nomeadamente anglófonos, a designação frango piri-piri pode também designar um prato goês igualmente com origem em Moçambique, o frango cafreal. No entanto, em Goa, onde também se usa a designação frango piri-piri, são pratos distintos, seja na preparação seja na cor, pois o cafreal é verde amarelado e o piri-piri é vermelho.